# Konrad Boye
Konrad Boye (født 27. maj 1986) er en ungdomspolitiker og nuværende forbundsformand for Siumup Inuusuttunut Suleqatigiiffia (Siumuts ungdom).
|  | Artiklen om politikeren Konrad Boye kan blive bedre, hvis der indsættes et (bedre) billede. Du kan hjælpe ved at afsøge Wikimedia Commons for et passende billede eller uploade et godt billede til Wikimedia Commons iht. de tilladte licenser og indsætte det i artiklen. |